# Yevgueni Aldonin
Yevgueni Valérievich Aldonin (en ruso: Евгений Валериевич Алдонин; Alupka, Unión Soviética, 22 de enero de 1980) es un exfutbolista ruso que jugaba como centrocampista.

## Biografía
Aldonin comenzó su carrera futbolística en el modesto FC Rotor Volgograd ruso, jugaba desde 1997 en las categorías inferiores, debutando con el primer equipo en 1999. En 2004, Aldonin fichó por uno de los grandes clubes de Rusia, el PFC CSKA Moscú.
En enero de 2020 se unió al cuerpo técnico del FC Torpedo Moscú.

### Selección de fútbol de Rusia
Aldonin debutó con la selección de fútbol de Rusia en 2002. En 2006, de la mano del entrenador Guus Hiddink, Aldonin incluso fue capitán en un partido contra Letonia.

## Clubes
| Club                         | País  | Año       |
| ---------------------------- | ----- | --------- |
| FC Rotor Volgograd           | Rusia | 1999-2003 |
| PFC CSKA Moscú               | Rusia | 2004-2013 |
| FC Mordovia Saransk (cedido) | Rusia | 2012-2013 |
| FC Volga Nizhni Nóvgorod     | Rusia | 2013-2014 |
| FC Zorky Krasnogorsk         | Rusia | 2017-2018 |

## Palmarés
PFC CSKA Moscú
- Liga Premier de Rusia: 2004-05, 2005-06
- Copa de Rusia: 2005, 2006, 2008, 2009
- Supercopa de Rusia: 2004, 2006, 2007, 2009
- Copa de la UEFA: 2005